# Yoshiko Kawashima
Yoshiko Kawashima (川島 芳子), née le 24 mai 1907 à Pékin et exécutée par la justice chinoise à l'âge de 40 ans le 25 mars 1948 dans cette même ville, est une princesse mandchoue élevée au Japon qui fut espionne au service de l'armée japonaise du Guandong et du Mandchoukouo durant la Seconde Guerre mondiale.

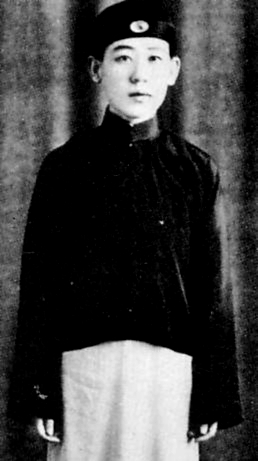

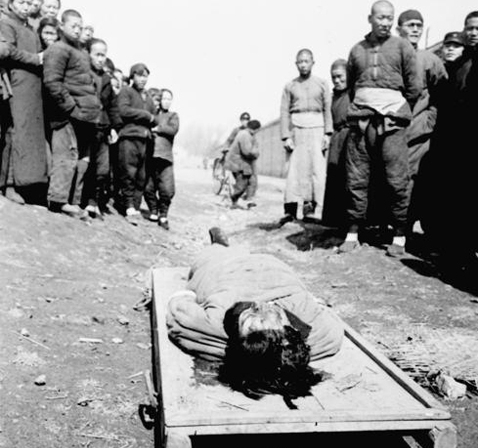
Son cadavre après son exécution à la prison modèle du Hebei.

Nommée à la naissance Aisin Gioro Xianyu (愛新覺羅·顯玗) avec pour nom de courtoisie Dongzhen (東珍, littéralement « Bijou de l'Orient »), son nom chinois était Jin Bihui (金璧辉). Elle est parfois surnommée dans les fictions modernes la « Mata Hari orientale ». 
Elle est exécutée pour trahison (Hanjian) par le Kuomintang après la guerre sino-japonaise (1937-1945).

## Biographie

### Jeunesse et formation
Aisin Gioro Xianyu est née à Pékin en 1907. Elle était la 14e fille de Su Shanqi, lui-même 10e fils du prince Su (肅親王) de la famille impériale mandchoue, et d'une concubine. À l'âge de huit ans, elle est donnée en adoption à Naniwa Kawashima, un ami de son père, japonais devenu agent de renseignement et aventurier mercenaire après la révolution chinoise de 1911. Mais elle grandit dans la maison de son grand-père à Matsumoto au Japon. Son père adoptif la renomme Yoshiko Kawashima. Elle considérera plus tard qu'aucun de ses foyers familiaux n'était convenable. Elle est violée par Kawashima à l'âge de 17 ans. Elle aura plus tard une liaison avec ce dernier. Son vrai père, Su Shanqi, meurt en 1921 et sa concubine, qui n'a pas d'identité officielle, se suicide selon la tradition. Yoshiko est envoyée à Tokyo poursuivre ses études, qui incluent le judo et l'escrime. À Tokyo, elle mène une vie de bohème, financée par ses riches amants, hommes et femmes.

### Carrière en tant qu'espionne
En 1927, Kawashima épouse Ganjuurjab, fils du général Jengjuurjab de l'armée de Mongolie-Intérieure, meneur du mouvement d'indépendance de la Mandchourie et de la Mongolie basé à Ryojun. Le couple divorce deux ans plus tard et Kawashima s'installe dans la concession étrangère de Shanghai. Elle y rencontre alors l'attaché militaire et agent de renseignement Ryūkichi Tanaka, qui utilise les contacts de Kawashima avec l'aristocratie de Mandchourie et de Mongolie pour étendre son réseau. Elle réside à Shanghai avec Tanaka durant la guerre de Shanghai de 1932.
Lorsque Tanaka est rappelé au Japon, Kawashima sert comme espionne pour le major-général Kenji Doihara. Elle mène des missions clandestines en Mandchourie, souvent déguisée, et est considérée comme « étonnamment attirante, avec une personnalité dominatrice, presque un personnage de film dramatique, moitié adolescent, moitié héroïne, avec cette passion de s'habiller comme un homme. Peut-être fait-elle ça pour impressionner les hommes, ou peut-être qu'elle pouvait ainsi entrer plus facilement dans les groupes de guérilla unis sans attirer trop l'attention, ».
Kawashima entretient durant cette période de bonnes relations avec l'ancien empereur Qing Puyi qui la considère comme un membre de la famille royale et l'accueille chez lui durant son séjour à Tianjin. Profitant de cette étroite relation, Kawashima le persuade de retourner dans sa Mandchourie natale pour prendre la tête du nouvel État créé par les Japonais, le Mandchoukouo.
Après l'installation de Pu Yi comme empereur du Mandchoukouo, Kawashima continue de jouer divers rôles et est, pendant un moment, la maîtresse du major-général Hayao Tada, conseiller en chef des questions militaires auprès de Pu Yi. En 1932, elle forme une cavalerie de contre-insurrection composée de 3 000 à 5 000 anciens bandits pour combattre la guérilla anti-japonaise durant la pacification du Mandchoukouo, et est saluée par l'agence de presse officielle japonaise Dōmei comme la « Jeanne d'Arc du Mandchoukouo, ». En 1933, elle offre sans succès les services de son unité à l'armée japonaise du Guandong lors de l'opération Nekka, appelée par les Chinois défense de la Grande Muraille. L'unité continue d'exister sous son commandement jusque vers la fin des années 1930.
Kawashima devient par la suite une personnalité populaire dans la société du Mandchoukouo ; elle est invitée à la radio et édite même un disque de ses chansons. Les journaux et les magazines publient de nombreuses fictions et semi-fictions sur ses « exploits ». De plus, sa grande popularité fait les affaires de l'armée du Guandong, son utilité comme espionne est certes révolue depuis longtemps, et elle devient un symbole pour la propagande mais cette situation est compromise par ses critiques de plus en plus acerbes envers la politique japonaise se servant du Mandchoukouo comme base des opérations contre la Chine, et elle disparaît progressivement des médias.

### Arrestation et exécution
À la fin de la guerre, le 11 novembre 1945, un journal rapporte qu'« une beauté longtemps recherchée, habillée en homme, vient d'être arrêtée à Pékin par des agents du contre-espionnage chinois ». En 1948, Kawashima est jugée pour trahison par le gouvernement nationaliste sous son nom chinois (Jin Bihui).
Elle est exécutée d'une balle dans la nuque le 25 mars 1948.

## Dans la culture populaire

### Littérature
Le roman de 2008 The Private Papers of Eastern Jewel de Maureen Lindley conte la vie de Yoshiko Kawashima (alias « Bijou de l'Orient »).

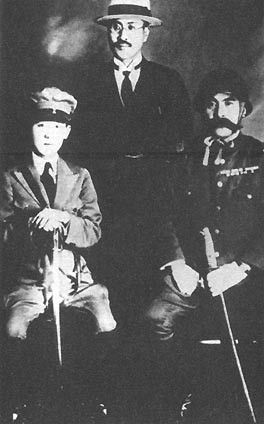
Yoshiko Kawashima (à gauche) avec Ryūkichi Tanaka (à droite), l'homme qui la fit entrer dans les services de renseignements au moment où ils vivaient ensemble.

### Cinéma et télévision
Kawashima est représentée dans de nombreux films de 1932 à aujourd'hui par beaucoup d'actrices différentes. 
- Son personnage apparaît dans Le Dernier Empereur, sous le nom de « Bijou de l'Orient » et jouée par Maggie Han (en).
- Anita Mui joue son rôle dans le film hongkongais Kawashima Yoshiko de 1990.
- Elle est un personnage important du drama Ri Kōran (film) (en) de 2007, qui conte la vie de l'actrice Yoshiko Ōtaka, aussi connue sous le nom chinois de Li Xianglan (李香蘭). Elle est interprétée par l'idole japonaise Rei Kikukawa (en).
- Meisa Kuroki interprète Kawashima dans le drama japonais Dansō no Reijin ~Kawashima Yoshiko no Shōgai~ de 2008[12].

### Jeux vidéo
Une Yoshiko Kawashima de huit ans apparaît brièvement dans le jeu de PlayStation 2 Shadow Hearts: Covenant (« L'ombre des cœurs : Engagement »). Un personnage du jeu précédent était également nommé Yoshiko Kawashima, mais c'était une personne totalement originale, alors que dans le second jeu elle est représentée fidèlement.